# FA Cup 1926-1927
La FA Cup 1926-1927 è stata la cinquantaduesima edizione della competizione calcistica più antica del mondo. È stata vinta dal Cardiff City nella finale contro l'Arsenal.

## Calendario
Il torneo principale è preceduto da due turni preliminari e quattro turni di qualificazione. I club di First Division entrano nella competizione a partire dal terzo turno.
In caso di pareggio dopo i novanta minuti, è prevista la ripetizione della gara, invertendo il campo. In caso di ulteriore pareggio si procede con altre ripetizioni, in campo neutro, fin quando una squadra non risulti vincitrice.
Le semifinali e la finale si disputano tutte in campo neutro.
| Turni di qualificazione | Turno extra preliminare         | 4 settembre 1926  |
| Turni di qualificazione | Turno preliminare               | 18 settembre 1926 |
| Turni di qualificazione | Primo turno di qualificazione   | 2 ottobre 1926    |
| Turni di qualificazione | Secondo turno di qualificazione | 16 ottobre 1926   |
| Turni di qualificazione | Terzo turno di qualificazione   | 30 ottobre 1926   |
| Turni di qualificazione | Quarto turno di qualificazione  | 13 novembre 1926  |
| Torneo principale       | Primo turno                     | 27 novembre 1926  |
| Torneo principale       | Secondo turno                   | 11 dicembre 1926  |
| Torneo principale       | Terzo turno                     | 8 gennaio 1927    |
| Torneo principale       | Quarto turno                    | 29 gennaio 1927   |
| Torneo principale       | Ottavi di finale                | 19 febbraio 1927  |
| Torneo principale       | Quarti di finale                | 5 marzo 1927      |
| Torneo principale       | Semifinali                      | 26 marzo 1927     |
| Torneo principale       | Finale                          | 23 aprile 1927    |

## Tabellone (dagli ottavi di finale)
|  | Ottavi di finale | Ottavi di finale | Ottavi di finale |               |              | Quarti di finale | Quarti di finale | Quarti di finale |  |  | Semifinali | Semifinali | Semifinali |  |  | Finale | Finale | Finale |  |
|  |                  |                  |                  |               |              |                  |                  |                  |  |  |            |            |            |  |  |        |        |        |  |
|  | Chelsea          | Chelsea          | 2                |               |              |                  |                  |                  |  |  |            |            |            |  |  |        |        |        |  |
|  | Chelsea          | Chelsea          | 2                |               |              |                  |                  |                  |  |  |            |            |            |  |  |        |        |        |  |
|  | Burnley          | Burnley          | 1                |               |              |                  |                  |                  |  |  |            |            |            |  |  |        |        |        |  |
|  | Burnley          | Burnley          | 1                |               | Chelsea      | Chelsea          | 0 (2)            |                  |  |  |            |            |            |  |  |        |        |        |  |
|  |                  |                  |                  |               | Chelsea      | Chelsea          | 0 (2)            |                  |  |  |            |            |            |  |  |        |        |        |  |
|  |                  |                  | Cardiff City     | Cardiff City  | 0 (3)        |                  |                  |                  |  |  |            |            |            |  |  |        |        |        |  |
|  | Bolton           | Bolton           | Cardiff City     | Cardiff City  | 0 (3)        | 0                |                  |                  |  |  |            |            |            |  |  |        |        |        |  |
|  | Bolton           | Bolton           |                  |               |              |                  |                  |                  |  |  |            |            |            |  |  |        |        |        |  |
|  | Cardiff City     | Cardiff City     | 2                |               |              |                  |                  |                  |  |  |            |            |            |  |  |        |        |        |  |
|  | Cardiff City     | Cardiff City     | 2                |               | Cardiff City | Cardiff City     | 3                |                  |  |  |            |            |            |  |  |        |        |        |  |
|  |                  |                  |                  |               |              |                  |                  |                  |  |  |            |            |            |  |  |        |        |        |  |
|  |                  |                  | Reading          | Reading       | 0            |                  |                  |                  |  |  |            |            |            |  |  |        |        |        |  |
|  | South Shields    | South Shields    | Reading          | Reading       | 0            | 2 (1)            |                  |                  |  |  |            |            |            |  |  |        |        |        |  |
|  | South Shields    | South Shields    |                  |               |              |                  |                  |                  |  |  |            |            |            |  |  |        |        |        |  |
|  | Swansea Town     | Swansea Town     | 2 (2)            |               |              |                  |                  |                  |  |  |            |            |            |  |  |        |        |        |  |
|  | Swansea Town     | Swansea Town     | 2 (2)            |               | Swansea Town | Swansea Town     | 1                |                  |  |  |            |            |            |  |  |        |        |        |  |
|  |                  |                  |                  |               | Swansea Town | Swansea Town     | 1                |                  |  |  |            |            |            |  |  |        |        |        |  |
|  |                  |                  | Reading          | Reading       | 3            |                  |                  |                  |  |  |            |            |            |  |  |        |        |        |  |
|  | Reading          | Reading          | Reading          | Reading       | 3            | 1                |                  |                  |  |  |            |            |            |  |  |        |        |        |  |
|  | Reading          | Reading          |                  |               |              |                  |                  |                  |  |  |            |            |            |  |  |        |        |        |  |
|  | Brentford        | Brentford        | 0                |               |              |                  |                  |                  |  |  |            |            |            |  |  |        |        |        |  |
|  | Brentford        | Brentford        | 0                |               | Cardiff City | Cardiff City     | 1                |                  |  |  |            |            |            |  |  |        |        |        |  |
|  |                  |                  |                  |               |              |                  |                  |                  |  |  |            |            |            |  |  |        |        |        |  |
|  |                  |                  | Arsenal          | Arsenal       | 0            |                  |                  |                  |  |  |            |            |            |  |  |        |        |        |  |
|  | Arsenal          | Arsenal          | Arsenal          | Arsenal       | 0            | 2                |                  |                  |  |  |            |            |            |  |  |        |        |        |  |
|  | Arsenal          | Arsenal          |                  |               |              |                  |                  |                  |  |  |            |            |            |  |  |        |        |        |  |
|  | Liverpool        | Liverpool        | 0                |               |              |                  |                  |                  |  |  |            |            |            |  |  |        |        |        |  |
|  | Liverpool        | Liverpool        | 0                |               | Arsenal      | Arsenal          | 2                |                  |  |  |            |            |            |  |  |        |        |        |  |
|  |                  |                  |                  |               | Arsenal      | Arsenal          | 2                |                  |  |  |            |            |            |  |  |        |        |        |  |
|  |                  |                  | Wolverhampton    | Wolverhampton | 1            |                  |                  |                  |  |  |            |            |            |  |  |        |        |        |  |
|  | Wolverhampton    | Wolverhampton    | Wolverhampton    | Wolverhampton | 1            | 1                |                  |                  |  |  |            |            |            |  |  |        |        |        |  |
|  | Wolverhampton    | Wolverhampton    |                  |               |              |                  |                  |                  |  |  |            |            |            |  |  |        |        |        |  |
|  | Hull City        | Hull City        | 0                |               |              |                  |                  |                  |  |  |            |            |            |  |  |        |        |        |  |
|  | Hull City        | Hull City        | 0                |               | Arsenal      | Arsenal          | 2                |                  |  |  |            |            |            |  |  |        |        |        |  |
|  |                  |                  |                  |               |              |                  |                  |                  |  |  |            |            |            |  |  |        |        |        |  |
|  |                  |                  | Southampton      | Southampton   | 1            |                  |                  |                  |  |  |            |            |            |  |  |        |        |        |  |
|  | Millwall         | Millwall         | Southampton      | Southampton   | 1            | 3                |                  |                  |  |  |            |            |            |  |  |        |        |        |  |
|  | Millwall         | Millwall         |                  |               |              |                  |                  |                  |  |  |            |            |            |  |  |        |        |        |  |
|  | Middlesbrough    | Middlesbrough    | 2                |               |              |                  |                  |                  |  |  |            |            |            |  |  |        |        |        |  |
|  | Middlesbrough    | Middlesbrough    | 2                |               | Millwall     | Millwall         | 0 (0)            |                  |  |  |            |            |            |  |  |        |        |        |  |
|  |                  |                  |                  |               | Millwall     | Millwall         | 0 (0)            |                  |  |  |            |            |            |  |  |        |        |        |  |
|  |                  |                  | Southampton      | Southampton   | 0 (2)        |                  |                  |                  |  |  |            |            |            |  |  |        |        |        |  |
|  | Southampton      | Southampton      | Southampton      | Southampton   | 0 (2)        | 2                |                  |                  |  |  |            |            |            |  |  |        |        |        |  |
|  | Southampton      | Southampton      |                  |               |              |                  |                  |                  |  |  |            |            |            |  |  |        |        |        |  |
|  | Newcastle Utd    | Newcastle Utd    | 1                |               |              |                  |                  |                  |  |  |            |            |            |  |  |        |        |        |  |

## Primo turno
Accedono al primo turno i 40 club di Third Division e i 25 delle serie dilettantistiche che hanno superato i turni di qualificazione. Due squadre di Third Division, Millwall e Plymouth, furono sorteggiate per entrare al Terzo turno, mentre altre due, Durham City e QPR, non parteciparono alla competizione. Per avere in totale 38 partite furono sorteggiate per entrare in questo turno anche due squadre di Second Division (Reading e Grimsby Town), otto squadre delle serie dilettantistiche (Clapton, St Albans City, London Caledonians, Stockton, Northfleet United, Dulwich Hamlet, Torquay Utd, Worksop Town) e una squadra amatoriale, il Northern Nomads.

### Tabella riassuntiva
| Squadra 1                       | Risultato | Squadra 2            |
| ------------------------------- | --------- | -------------------- |
| 27 novembre 1926                |           |                      |
| Accrington Stanley              | 4 – 3     | Rochdale             |
| Annfield                        | 2 – 4     | Chilton College      |
| Barking                         | 0 – 0     | Gillingham           |
| Bishop Auckland                 | 0 – 1     | Bedlington           |
| Boston United                   | 1 – 1     | Northampton Town     |
| Bournemouth & Boscombe Athletic | 1 – 1     | Swindon Town         |
| Brighton & Hove Albion          | 3 – 0     | Barnet               |
| Carlisle United                 | 6 – 2     | Hartlepools United   |
| Chatam                          | 3 – 1     | St Albans City       |
| Clapton                         | 1 – 1     | Brentford            |
| Crystal Palace                  | 0 – 0     | Norwich City         |
| Dulwich Hamlet                  | 1 – 4     | Southend United      |
| Exeter City                     | 3 – 0     | Aberdare Athletic    |
| Grimsby Town                    | 3 – 2     | Halifax Town         |
| Kettering Town                  | 2 – 3     | Coventry City        |
| Lincoln City                    | 2 – 0     | Rotherham United     |
| Luton Town                      | 4 – 2     | London Caledonian    |
| Merthyr Town                    | 0 – 2     | Bristol City         |
| Nelson                          | 4 – 1     | Stockport County     |
| Nunhead                         | 9 – 0     | Kingstonian          |
| Poole                           | 1 – 0     | Newport County       |
| Reading                         | 4 – 4     | Weymouth             |
| Rhyl                            | 1 – 1     | Stoke City           |
| Sittingbourne                   | 1 – 3     | Northfleet           |
| Southport                       | 1 – 1     | Tranmere Rovers      |
| Stockton                        | 1 – 2     | Ashington            |
| Torquay United                  | 1 – 1     | Bristol Rovers       |
| Walsall                         | 1 – 0     | Bradford Park Avenue |
| Watford                         | 10 – 1    | Lowesoft             |
| Wellington                      | 1 – 2     | Mansfield Town       |
| Woking                          | 1 – 3     | Charlton Athletic    |
| Workington                      | 1 – 2     | Crook                |
| Wrexham                         | 1 – 1     | New Brighton         |
| 1 dicembre 1926                 |           |                      |
| Chesterfield                    | 2 – 1     | Meborough            |
| Crewe Alexandra                 | 4 – 1     | Nomads               |
| York City                       | 4 – 1     | Wirksop              |
| 2 dicembre 1926                 |           |                      |
| Doncaster Rovers                | 3 – 0     | Desborough           |
| Wigan Borough                   | 2 – 2     | Barrow               |

#### Replay
| Squadra 1        | Risultato | Squadra 2                       |
| ---------------- | --------- | ------------------------------- |
| 29 novembre 1926 |           |                                 |
| Swindon Town     | 3 – 4     | Bournemouth & Boscombe Athletic |
| 1 dicembre 1926  |           |                                 |
| Brentford        | 7 – 3     | Clapton                         |
| Bristol Rovers   | 1 – 0     | Torquay United                  |
| Gillingham       | 2 – 0     | Barking                         |
| New Brighton     | 2 – 2     | Wrexham                         |
| Reading          | 5 – 0     | Weymouth                        |
| 2 dicembre 1926  |           |                                 |
| Northampton Town | 2 – 1     | Boston United                   |
| Norwich City     | 1 – 0     | Crystal Palace                  |
| Stoke City       | 1 – 1     | Rhyl                            |
| Tranmere Rovers  | 1 – 2     | Southport                       |
| 6 dicembre 1926  |           |                                 |
| Barrow           | 0 – 1     | Wigan                           |
| Wrexham          | 3 – 1     | New Brighton                    |
| Rhyl             | 2 – 1     | Stoke City                      |

## Secondo turno

### Tabella riassuntiva
| Squadra 1             | Risultato | Squadra 2                       |
| --------------------- | --------- | ------------------------------- |
| 11 dicembre 1926      |           |                                 |
| Ashington             | 2 – 1     | Nelson                          |
| Bristol City          | 1 – 1     | Bournemouth & Boscombe Athletic |
| Bristol Rovers        | 4 – 1     | Charlton Athletic               |
| Carlisle United       | 4 – 0     | Bedlington                      |
| Chilton Colliery Recr | 0 – 3     | Accrington Stanley              |
| Coventry City         | 1 – 1     | Lincoln City                    |
| Crewe Alexandra       | 4 – 1     | Wigan Borough                   |
| Doncaster Rovers      | 0 – 1     | Chesterfield                    |
| Exeter City           | 1 – 0     | Northampton Town                |
| Gillingham            | 1 – 1     | Brentford                       |
| Grimsby Town          | 2 – 1     | York City                       |
| Luton Town            | 6 – 2     | Northfleet                      |
| Norwich City          | 5 – 0     | Chatam                          |
| Nunhead               | 1 – 2     | Poole                           |
| Reading               | 3 – 2     | Southend United                 |
| Rhyl                  | 3 – 1     | Wrexham                         |
| Southport             | 2 – 0     | Crook                           |
| Walsall               | 2 – 0     | Manfield Town                   |
| Watford               | 0 – 1     | Brighton & Hove Albion          |

#### Replay
| Squadra 1                  | Risultato | Squadra 2     |
| -------------------------- | --------- | ------------- |
| 15 dicembre 1926           |           |               |
| Bournemouth & Boscombe Ath | 2 – 0     | Bristol City  |
| Brentford                  | 1 – 0     | Gillingham    |
| Lincoln City               | 2 – 1     | Coventry City |

## Terzo turno
42 delle 44 squadre di First e Second Division entrarono nel sorteggio di questo turno, insieme al Millwall e al Plymouth della terza serie e al Corinthian, squadra amatoriale.

### Tabella riassuntiva
| Squadra 1                       | Risultato | Squadra 2              |
| ------------------------------- | --------- | ---------------------- |
| 8 gennaio 1927                  |           |                        |
| Ashington                       | 0 - 2     | Nottingham Forest      |
| Barnsley                        | 6 - 1     | Crewe Alexandra        |
| Birmingham                      | 4 - 1     | Manchester City        |
| Blackpool                       | 1 - 3     | Bolton                 |
| Bournemouth & Boscombe Athletic | 1 - 1     | Liverpool              |
| Bradford City                   | 2 - 6     | Derby County           |
| Bristol Rovers                  | 3 - 3     | Portsmouth             |
| Burnley                         | 3 - 1     | Grimsby Town           |
| Cardiff City                    | 2 - 1     | Aston Villa            |
| Carlisle United                 | 0 - 2     | Wolverhampton          |
| Chelsea                         | 4 - 0     | Luton Town             |
| Clapton Orient                  | 1 - 1     | Port Vale              |
| Darlington                      | 2 - 1     | Rhyl                   |
| Everton                         | 3 - 1     | Poole                  |
| Exeter City                     | 0 - 2     | Accrington Stanley     |
| Fulham                          | 4 - 3     | Chesterfield           |
| Hull City                       | 2 - 1     | West Bromwich Albion   |
| Leeds United                    | 3 - 2     | Sunderland             |
| Lincoln City                    | 2 - 4     | Preston North End      |
| Middlesbrough                   | 5 - 3     | Leicester City         |
| Millwall                        | 3 - 1     | Huddersfield Town      |
| Newcastle United                | 8 - 1     | Notts County           |
| Reading                         | 1 - 1     | Manchester United      |
| Sheffield United                | 2 - 3     | Arsenal                |
| The Wednesday                   | 2 - 0     | Brighton & Hove Albion |
| South Shields                   | 3 - 1     | Plymouth Argyle        |
| Southampton                     | 3 - 0     | Norwich City           |
| Southport                       | 2 - 0     | Blackburn Rovers       |
| Swansea Town                    | 4 - 1     | Bury                   |
| Walsall                         | 0 - 4     | Corinthinan            |
| West Ham United                 | 3 - 2     | Tottenham Hotspur      |
| 10 gennaio 1927                 |           |                        |
| Oldham Athletic                 | 2 - 4     | Brentford              |

#### Replay
| Squadra 1         | Risultato | Squadra 2                  |
| ----------------- | --------- | -------------------------- |
| 12 gennaio 1927   |           |                            |
| Liverpool         | 4 -1      | Bournemouth & Boscombe Ath |
| Manchester United | 2 - 2     | Reading                    |
| Port Vale         | 5 - 1     | Clapton Orient             |
| Portsmouth        | 4 - 0     | Bristol Rovers             |
| 17 gennaio 1927   |           |                            |
| Reading           | 2 - 1     | Manchester United          |

## Quarto turno

### Tabella riassuntiva
| Squadra 1         | Risultato | Squadra 2          |
| ----------------- | --------- | ------------------ |
| 29 gennaio 1927   |           |                    |
| Barnsley          | 1 - 3     | Swansea Town       |
| Chelsea           | 7 - 2     | Accrington Stanley |
| Corinthinan       | 1 - 3     | Newcastle United   |
| Darlington        | 0 - 2     | Cardiff City       |
| Derby County      | 0 - 2     | Millwall           |
| Fulham            | 0 - 4     | Burnley            |
| Hull City         | 1 - 1     | Everton            |
| Leeds United      | 0 - 0     | Bolton             |
| Liverpool         | 3 - 1     | Southport          |
| Port Vale         | 2 - 2     | Arsenal            |
| Preston North End | 0 - 3     | Middlesbrough      |
| Reading           | 3 - 1     | Portsmouth         |
| The Wednesday     | 1 - 1     | South Shields      |
| Southampton       | 4 - 1     | Birmingham         |
| West Ham United   | 1 - 1     | Brentford          |
| Wolverhampton     | 2 - 0     | Nottingham Forest  |

#### Replay
| Squadra 1       | Risultato | Squadra 2       |
| --------------- | --------- | --------------- |
| 2 febbraio 1927 |           |                 |
| Arsenal         | 1 - 0     | Port Vale       |
| Bolton          | 3 - 0     | Leeds United    |
| Brentford       | 2 - 0     | West Ham United |
| Everton         | 2 - 2     | Hull City       |
| South Shields   | 1 - 0     | The Wednesday   |
| 7 febbraio 1927 |           |                 |
| Hull City       | 3 - 2     | Everton         |

## Ottavi di finale

### Tabella riassuntiva
| Squadra 1        | Risultato | Squadra 2     |
| ---------------- | --------- | ------------- |
| 19 febbraio 1927 |           |               |
| Arsenal          | 2 - 0     | Liverpool     |
| Bolton           | 0 - 2     | Cardiff City  |
| Chelsea          | 2 - 1     | Burnley       |
| Millwall         | 3 - 2     | Middlesbrough |
| Reading          | 1 - 0     | Brentford     |
| South Shields    | 2 - 2     | Swansea Town  |
| Southampton      | 2 - 1     | Newcastle Utd |
| Wolverhampton    | 1 - 0     | Hull City     |

#### Replay
| Squadra 1        | Risultato | Squadra 2     |
| ---------------- | --------- | ------------- |
| 24 febbraio 1927 |           |               |
| Swansea Town     | 2 - 1     | South Shields |

## Quarti di finale

### Tabella riassuntiva
| Squadra 1    | Risultato | Squadra 2     |
| ------------ | --------- | ------------- |
| 5 marzo 1927 |           |               |
| Arsenal      | 2 - 1     | Wolverhampton |
| Chelsea      | 0 - 0     | Cardiff City  |
| Millwall     | 0 - 0     | Southampton   |
| Swansea Town | 1 - 3     | Reading       |

#### Replay
| Squadra 1    | Risultato | Squadra 2 |
| ------------ | --------- | --------- |
| 9 marzo 1927 |           |           |
| Cardiff City | 3 - 2     | Chelsea   |
| Southampton  | 2 - 0     | Millwall  |

## Semifinali

### Tabella riassuntiva
| Squadra 1     | Risultato | Squadra 2   |
| ------------- | --------- | ----------- |
| 26 marzo 1927 |           |             |
| Arsenal       | 2 - 1     | Southampton |
| Cardiff City  | 3 - 0     | Reading     |

| Londra 26 marzo 1927 | Arsenal | 2 – 1 | Southampton | Stamford Bridge |

| Wolverhampton 26 marzo 1927 | Cardiff City | 3 – 0 | Reading | Molineux Stadium |

## Finale
| Cardiff City | Arsenal |

| Arbitro: | WF Bunnell (Preston) |

| |            | |
| Hughie Ferguson 74’ | Marcatori  | |
| Tom Farquharson James Nelson Tom Watson Fred Keenor (c) Tom Sloan Billy Hardy Ernie Curtis Sam Irving Hughie Ferguson Len Davies George McLachlan | Formazioni | Dan Lewis Tom Parker Andy Kennedy Alf Baker Jack Butler Bob John Joe Hulme Charlie Buchan (c) Jimmy Brain Billy Blyth Syd Hoar |
| Fred Stewart | Allenatori | Herbert Chapman |